# Considera l'aragosta
Considera l'aragosta (titolo originale: Consider the Lobster. And other essays) è una raccolta di saggi di David Foster Wallace uscita in originale nel 2005 e in italiano nel 2006. È composta da dieci saggi, scritti tra il 1994 e il 2005.

## Saggi

### Il figlio grosso e rosso
Narra dell'esperienza dell'autore in qualità di corrispondente all'edizione 1998 degli Adult Video News Awards. Alle considerazioni di carattere particolare si aggiungono quelle più generali sull'industria del porno negli Stati Uniti, corroborate da vari dati statistici.

### La fine diqualcosasenz'altro, verrebbe da pensare
Saggio breve (otto pagine), è un commento su Verso la fine del tempo di John Updike.

### Alcune considerazioni sulla comicità di Kafka che forse dovevano essere tagliate ulteriormente
Testo di un discorso che Wallace ha tenuto al Pen American Center riguardante gli elementi di comicità contenuti nell'opera di Franz Kafka.

### Autorità e uso della lingua (ovvero,Politica e lingua ingleseè ridondante)
Lunga riflessione dello scrittore sull'utilizzo della lingua inglese, originata dalla pubblicazione di A Dictionary of Modern American Usage, un dizionario dell'uso redatto da Bryan A. Garner. L'autore spazia dall'analisi di molte consuetudini linguistiche errate al confronto tra prescrittivismo e descrittivismo nella linguistica, le implicazioni che hanno sulla pubblicazione di nuovi dizionari, e, più in generale le loro implicazioni "politiche".

### La vista da casa della sig.ra Thompson
Come Wallace ha vissuto l'11 settembre 2001, seguendo gli avvenimenti in televisione appunto da casa della sua vicina, la signora Thompson.

### Come Tracy Austin mi ha spezzato il cuore
Recensione negativa dell'autobiografia dell'ex tennista Tracy Austin, accompagnata da una riflessione sulle autobiografie degli atleti e su quale sia la loro attrattiva.

### Forza, Simba - Sette giorni in Cammino con un Anticandidato
Resoconto della presenza di Wallace per conto della rivista Rolling Stone in parte della campagna elettorale di John McCain per le primarie repubblicane del 2000.

### Considera l'aragosta
Racconto dell'esperienza dell'autore alla Fiera dell'astice del Maine.

### Il Dostoevskij di Joseph Frank
In seguito alla pubblicazione di un volume della biografia di Fëdor Dostoevskij a cura di Joseph Frank, Wallace ne commenta i contenuti, con riferimenti alla sua personale lettura dell'autore russo.

### Commentatore
A partire dal commentatore radiofonico John Ziegler di Kfi, stazione radio californiana, lo scrittore approfondisce l'argomento, citando personaggi quali Rush Limbaugh o John Kobylt, nel tentativo di fornire una prospettiva più ampia e dettagliata sul mondo delle talk radio politiche.

## Edizioni
- David Foster Wallace, Considera l'aragosta, traduzione di Adelaide Cioni e Matteo Colombo, Torino, Einaudi, 2006,  p. 382, ISBN 978-88-06-18225-0.